# منجبي أوسماني
منجبي أوسماني (الاسم العلمي: Lophocebus osmani) (بالإنجليزية: Osman Hill's mangabey)‏ هو نوع من الحيوانات يتبع جنس السعدان المنجبي المتوج من فصيلة سعادين العالم القديم.